# Jean Gualbert
Pour les articles homonymes, voir Saint Jean.
Jean Gualbert (en italien : Giovanni Gualberto) né à Tavarnelle Val di Pesa près de Florence entre 995 et 999 - mort à Badia a Passignano en 1073, est un saint catholique, abbé et fondateur de la congrégation des Vallombrosains ; fêté le 12 juillet.

## Histoire et tradition

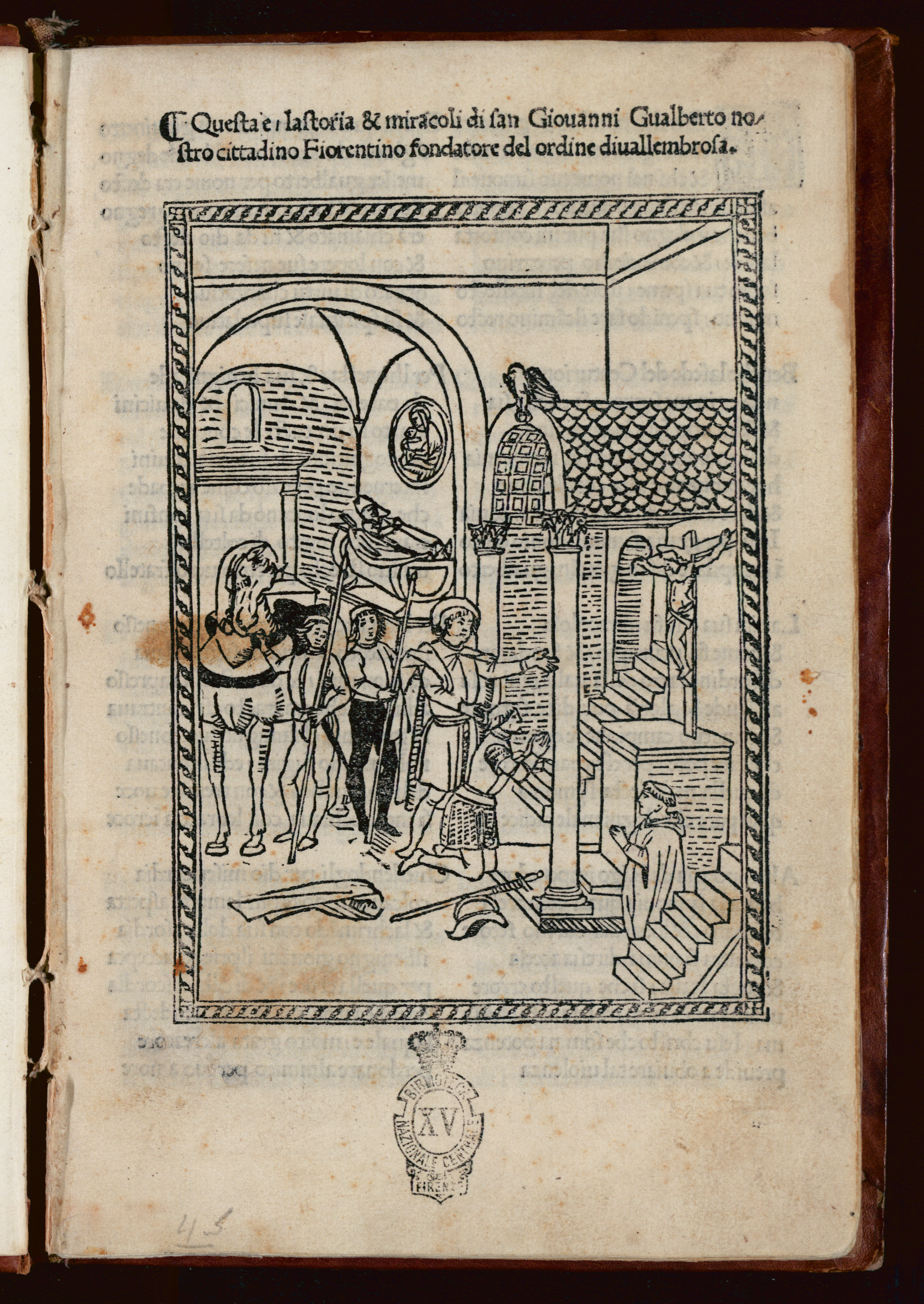
Bernardo Giambullari, Storia e miracoli di San Giovanni Gualberto, vers 1500.

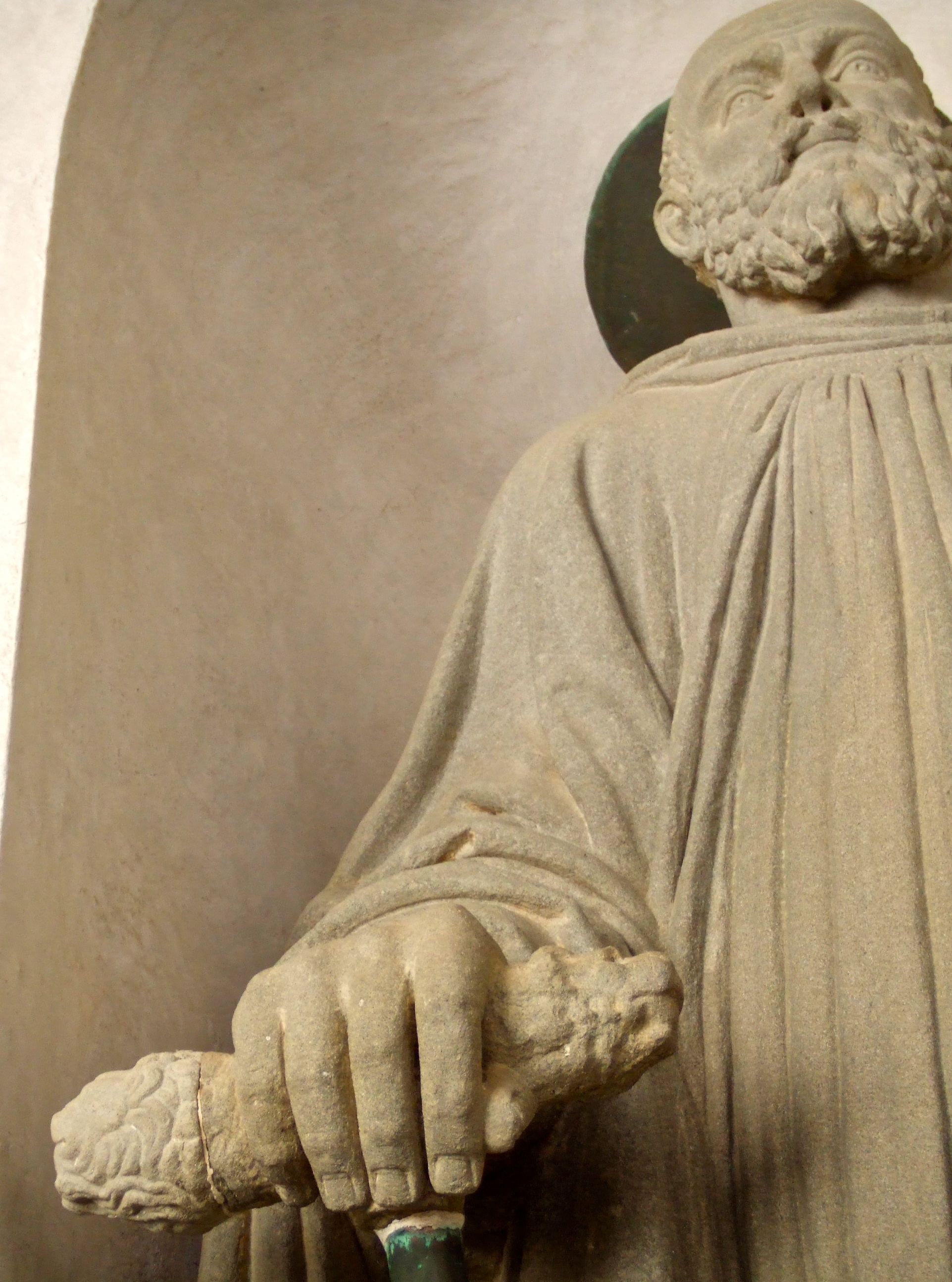
Statue avec le bâton à Vallombreuse.

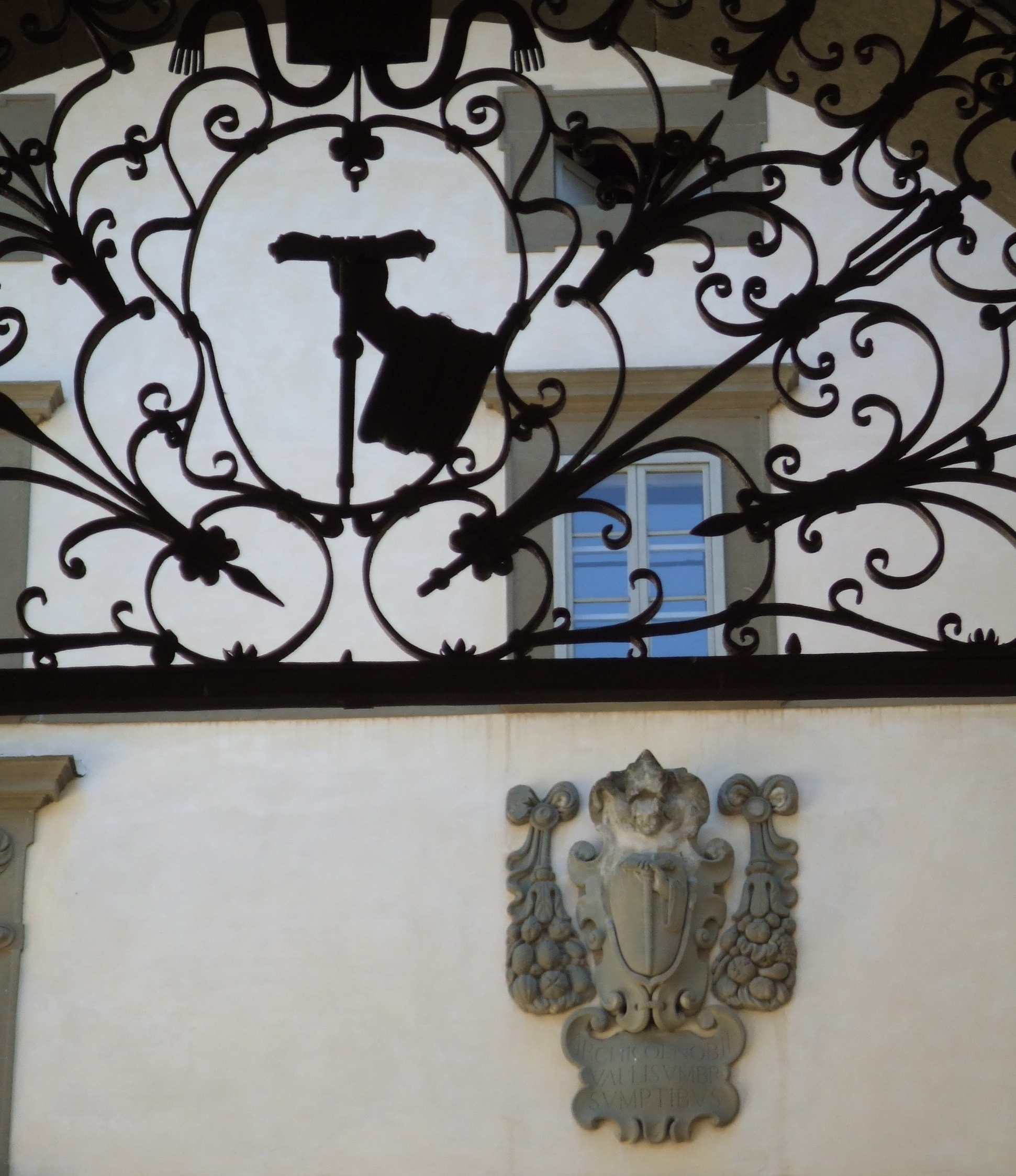
Grille et bas-relief avec les attributs du bâton à Vallombreuse.

Natif de Tavarnelle Val di Pesa dans la province de Florence d'une riche famille de la ville. Son père, est seigneur de Petroio au Val de Pesa (it).  Il est élevé dans l'excès, mais sa vie change le  jour où il pardonne au bourreau de son frère (ou d'un parent) en méditant la Passion du Christ. Profondément transformé par la prière, il prend l'habit de bénédictin au monastère de San Miniato al Monte, il a alors 18 ans. À la mort de l’abbé de Saint-Miniat,  il est élu pour lui succéder. Mais il ne souhaite pas accéder à cette fonction, et une nouvelle élection a lieu. Convaincu de la simonie de l’évêque de Florence, Pierre Mezzabarba,  il la dénonce. Il se retire dans une de ses annexes pour poursuivre une vie austère auprès de deux ermites.
En 1015, retiré à Vallombreuse sans cléricature, il prend malgré tout la direction de la communauté  comme prévôt, puis comme abbé car de nombreux laïques et moines de San Miniato l'y ont rejoint en suivant la règle de saint Benoît, tout en s’inspirant des anciens Pères, notamment de saint Basile, en insistant sur la charité et la vie commune Ora et labora , et il fait naître ainsi l'ordre des Vallombrosains. En 1036 ils construisent l'oratoire et les cellules et accueillent les pèlerins. L’église est consacrée en 1038 par l’évêque de Paderborn, Rotho, représentant l’empereur Henri III. En 1051, il rencontre le pape Léon IX et continue à soutenir par la parole la lutte contre la simonie menée par les papes. 
Retiré à l'abbaye Saint-Michel-Archange de Passignano, il y meurt en 1073 où on a longtemps conservé ses reliques dans un tombeau sculpté de Benedetto da Rovezzano (maintenant à San Salvi de Florence). 
En 1090 l'ordre est reconnu par le pape Urbain II.
Il fut canonisé en 1193 par le  pape Célestin III. Le pape Pie XII le déclara patron des forestiers d'Italie en 1951 et des forestiers du Brésil en 1957.

## Attributs
En iconographie, saint Jean Gualbert est représenté (sur de nombreux supports des monastères : fresques, grille, bas-reliefs) par sa main tenant la crosse en équerre d'une canne étouffant les deux serpents de la simonie et du nicolaïsme. Ses compagnons ermites sont montrés portant une canne à crosse en Tau dite aussi croix de saint Antoine.

## Représentation dans les arts

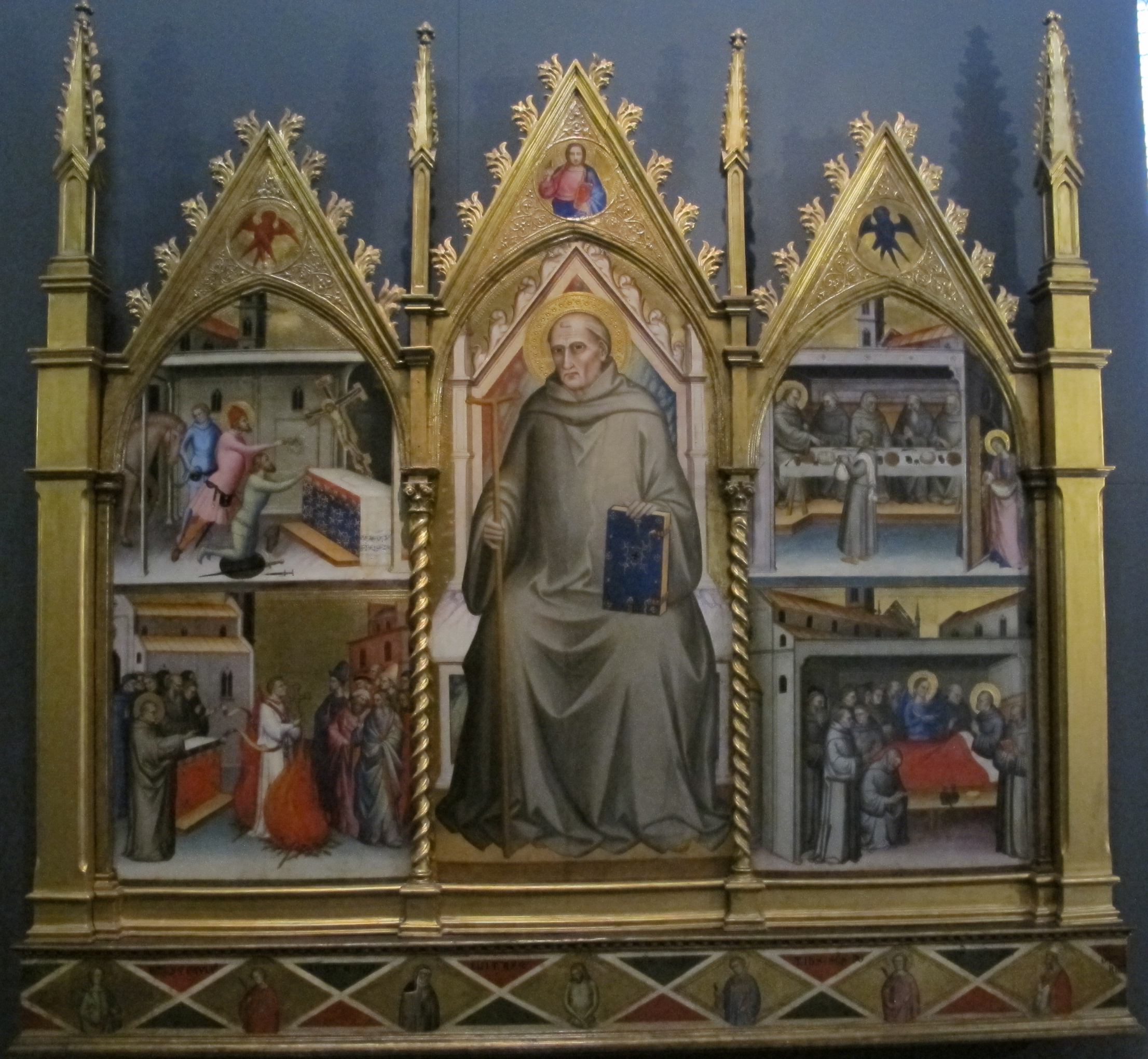
Polyptyque de Giovanni del Biondo.

Plusieurs lieux ou œuvres de Florence lui sont consacrés :
- le musée du Cenacolo di San Salvi : fragments de son  monument funéraire
- le musée de l'Œuvre de Santa Croce : polyptyque des Histoires de la vie de saint Jean Gualbert de Giovanni del Biondo
- l'église Santa Trinita, premier  lieu vallombrosain à Florence :  
  - San Giovanni Gualberto in trono, Santi e Beati vallombrosani de  Neri di Bicci
  - Giovanni Gualberto perdona l'uccisore di suo fratello
  - fresque du Passignano dans la chapelle de ses reliques.

## Source
- (it) Cet article est partiellement ou en totalité issu de l’article de Wikipédia en italien intitulé « Giovanni Gualberto » (voir la liste des auteurs).